# Municipio de Lincoln (condado de Poweshiek)
El municipio de Lincoln (en inglés: Lincoln Township) es un municipio ubicado en el condado de Poweshiek en el estado estadounidense de Iowa. En el año 2010 tenía una población de 285 habitantes y una densidad poblacional de 3,04 personas por km².

## Geografía
El municipio de Lincoln se encuentra ubicado en las coordenadas 41°38′26″N 92°21′3″O / 41.64056, -92.35083. Según la Oficina del Censo de los Estados Unidos, el municipio tiene una superficie total de 93.67 km², de la cual 93,65 km² corresponden a tierra firme y (0,03 %) 0,03 km² es agua.

## Demografía
Según el censo de 2010, había 285 personas residiendo en el municipio de Lincoln. La densidad de población era de 3,04 hab./km². De los 285 habitantes, el municipio de Lincoln estaba compuesto por el 99,3 % blancos, el 0,35 % eran afroamericanos y el 0,35 % eran de una mezcla de razas. Del total de la población el 0,7 % eran hispanos o latinos de cualquier raza.